# فرودگاه شنتو ویشا
فرودگاه شنتو ویشا (به انگلیسی: Shantou Waisha Airport) یک فرودگاه است . این فرودگاه در شهر شانتو کشور چین قرار دارد .